# Hip Hop Police
«Hip Hop Police» — перший сингл репера Chamillionaire з його другого студійного альбому Ultimate Victory. 

## Передісторія
Цензурована версія пісні потрапила до мережі 18 червня 2007. Трохи згодом стався витік звичайної версії. Chamillionaire не вживає ненормативної лексики, однак зацензуровано інші слова, зокрема «gun» і пов'язані з контрольованими речовинами, назви деяких пісень та альбомів. У кліпі цензуровано обкладинки платівок інших реперів. 
Chamillionaire назвав «Hip Hop Police» концептуальним треком, порівнявши його з «Murder Was the Case» Снупа Доґґа. За словами виконавця, розповідь про вбивство є метафорою на позначення того, що любов до хіп-хопу рівнозначна скоєнню злочину.

## Парафрази
Пісня перефразовує рядки з:
- «Gin & Juice» Снупа Доґґа, де той говорить: «With so much drama in the LBC/ It's kinda hard bein Snoop D-O-Double-G». У приспіві «Hip Hop Police»: «With so much drama in the industry/Hip hop police are listenin'».
- «Murder Was the Case» Снупа: «Murder was the case that they gave me». В приспіві «Hip Hop Police» у схожій манері: «Murder was the case and they blamed me».
- Під час куплету Slick Rick використано незазначений семпл з його треку «Children's Story».

## Відеокліп
Прем'єра кліпу відбулась 27 липня у 106 & Park на BET. 31 грудня 2007 відео з'явилося під 85-им номером рейтингу «Notarized: Top 100 Videos of 2007» того ж телеканалу.
На початку відео Chamillionaire стоїть з Famous на тротуарі, на поліцейському авті без ідентифікаційних позначок під'їжджають два детективи. Детектив (зіграний Chamillionaire) питає в нього (вимовляючи сценічне ім'я з «ч» замість «к»), що той там робить, якою буде нова платівка в порівнянні з попередньою. Chamillionaire відповідає: «Bigger». Детектив звинувачує того у тому, що він назвав його «ніґґером». Chamillionaire заперечує це, детектив намагається його заарештувати, репер кидається навтьоки. Детектив наздоганяє й затримує Chamillionaire. Репера допитують у відділку, він відмовляється давати будь-яку інформацію. Chamillionaire стає до шеренги пред'явлених на впізнання разом зі Сліком Ріком, якого допитує інший детектив (також зіграний Сліком Ріком).
Упродовж відео ведучий Боб О'Вайлді (зіграний Chamillionaire, загримованим під білого), пародія на Білла О'Райлі, повідомляє про переслідування реперів та будь-чого пов'язаного з хіп-хопом через вживання Chamillionaire слова «ніґер». Показані новини:
- Видано ордер на обшук будинку Снупа
- У Чикаго затримано Каньє Веста
- Jay-Z затримано біля острова Сен-Бартс
- Реп-музику заборонено в усіх 50 штатах
- В Атланті зупинено поставки реп-CD
- Здійснено наліт на відому лос-анджелеську перекусну
- Накладено арешт на маєток Емінема в Детройті
- Бруклін в ізоляції, введено комендантську годину
- У Г'юстоні введено воєнний стан

Рухомий рядок повідомляє, що такі репери перебувають у розшуку чи під слідством: Lil' Kim, Lil Wayne, UGK, Busta Rhymes, Akon, Cam'ron, Redman, Method Man, Young Jeezy, Майк Джонс, Слік Рік, Fat Joe, RZA, Ice-T, Dr. Dre, Eminem, 50 Cent, The Game, Nas, Rakim, Yung Joc, Scarface, Trick Daddy, Xzibit, KRS-one, Juvenile, Каньє Вест, T.I., Big Boi, André 3000, Ludacris, Twista, Baby Bash, Pharoahe Monch, Fabolous, Джулз Сантана, Мемфіс Блік, Lil' Flip, Juicy J, MJG, Пол Волл, Slim Thug, DJ Paul, Birdman, Лютер Кемпбелл, Q-Tip, Ллойд Бенкс, Шон Комбс, DMX, Jadakiss, Killer Mike, Timbaland, Bubba Sparxxx, Young Buck, Джим Джонс, Eightball, Мерфі Лі, Гаррікейн Кріс.
Наприкінці кліпу новинна графіка повідомляє про ув'язнення Chamillionaire, рухомим рядком іде текст: «Без хіп-хопу білі підлітки зараз слухають хардкор-польку» (покликання на «Дивного Ела» Янковика, який спародіював «Ridin'» на «White & Nerdy»). Боб O'Вайльді з усмішкою заявляє: «Хіп-хоп офіційно мертвий». Також існує подвійний кліп «Hip Hop Police/The Evening News».

## Чартові позиції
| Чарт (2007)                          | Найвища позиція |
| ------------------------------------ | --------------- |
| Велика Британія                      | 50              |
| Нова Зеландія                        | 34              |
| США (Bubbling Under Hot 100 Singles) | 1               |
| США (Hot R&B/Hip-Hop Songs)          | 76              |
| Швеція (Sverigetopplistan)           | 45              |